# Soini
Soini este o comună din Finlanda.